# Philippe Puaud
Pour les articles homonymes, voir Puaud.
Philippe Puaud, né le 26 août 1936 à Sainte-Hermine (Vendée), est un homme politique français, député socialiste de la Vendée de 1986 à 1988.

## Biographie
Militant de la CGT, il adhère à la SFIO puis devient premier fédéral (équivalent du premier secrétaire au niveau départemental) de la Vendée du Parti socialiste.
En deuxième position sur la liste « Pour une majorité de progrès avec le président de la République » conduite par Pierre Métais, il est élu député de la Vendée en 1986, au scrutin de liste à représentation proportionnelle. Lors du renouvellement de 1988, qui voit le retour au scrutin uninominal à deux tours, il est candidat dans la deuxième circonscription, face à Philippe Mestre (UDF) qui remporte l'élection dès le premier tour, avec 53,84 % des suffrages.
Conseiller municipal de La Roche-sur-Yon, il rompt avec le PS en 1995 et adhère alors au PCF. 
« Je démissionne de mon poste de conseiller, je rends ma carte au PS, je demande mon adhésion au PCF (...) pour rester aux côtés des plus déshérités », déclare-t-il alors à L'Humanité, expliquant sa décision par les « méthodes de gestion de la municipalité et certains membres éminents de la direction du PS ». Rappelant avoir voté non au référendum sur le traité de Maastricht « pour ne pas voter avec les centristes », il dit faire « partie de ceux qui pensent qu’il faut changer l’Europe des marchands en Europe sociale » et conclut : « J’ai toujours combattu la social-démocratie qui n’est autre que l’aménagement du libéralisme. »
Militant laïque, il est élu vice-président de la Fédération nationale de la Libre pensée en juillet 2000.

## Détail des fonctions et des mandats
Mandat parlementaire
- 2 avril 1986 - 14 mai 1988 : député de la Vendée

Mandats locaux
- 1977 - 1995 : conseiller municipal de La Roche-sur-Yon
- 1977 - 1989 : 1er adjoint au maire de La Roche-sur-Yon (chargé des finances)
- 1983 - 1986 : conseiller régional
- 1989 - 1995 : 4e adjoint au maire de La Roche-sur-Yon (chargé des finances, du budget, du plan et de l'informatique)

### Sources
- Dictionnaire de la politique française, sous la dir. d'Henry Coston, tome IV, Paris, 1982
- Blancs, bleus, rouges, histoire politique de la Vendée, 1789-2002, par Yves Hello, Geste éditions, 2004